# فرساخ
فرساخ (به آلمانی: Fresach) یک منطقهٔ مسکونی در اتریش است که در ناحیه فیلاخ-لاند واقع شده‌است. فرساخ ۱٬۳۱۶ نفر جمعیت دارد.